# Histoire du droit
L'histoire du droit est la science qui porte sur le droit du passé et l'évolution des divers ordres juridiques. Outre l'histoire des évolutions de la culture par les changements de société (sous tous ses aspects) et de l'évolution des idées conduisant au droit , elle a pour objet les sources du droit, l'organisation de ses institutions, les doctrines et dogmes, et les sciences juridiques elles-mêmes avec ses théories unifiant une série de droits juxtaposés et parfois éphémères.

## Histoire de l'histoire du droit
La discipline de l'histoire du droit s'est notamment constituée à partir de l'école historique du droit et de l'école pandectiste.

## Méthodes de travail
L'historien du droit travaille avant toute chose sur des sources juridiques plus ou moins anciennes (manuscrites ou imprimées), notamment les coutumes, les jugements, les arrêts, les actes notariés, les chartes, et pour l'histoire des institutions sur les ordonnances, les déclarations, les lettres patentes, les arrêts du Conseil du roi. Il dispose également de textes sur la notion même de droit ou de justice.
Les sources de l'historien du droit et des institutions sont aussi les ouvrages de commentaires et de doctrine. Il peut alors étudier les écoles juridiques (e.g. droit naturel, réformateurs du droit pénal au XVIIIe siècle) concurrentes et leurs sources philosophiques mais aussi et surtout leur évolution.
Il faut noter que l'histoire du droit et des institutions s'est développée parallèlement à l'histoire des idées, la philosophie du droit et à la sociologie du droit.

### Les procédures et les pratiques
Au moins depuis l'Antiquité, pour l'Europe, les institutions chargées de promulguer et/ou d'appliquer le droit ont gardé des traces écrites de leur activité. La fonction de ces documents écrits était d'assurer la pérennité et l'authenticité — dans certains cas la publicité — des décisions prises. Les archives législatives ou judiciaires sont, comme toutes archives pour un historien, une source très importante pour les historiens du droit.
La première approche mise en œuvre consiste à comparer les textes juridiques avec leur application effective dans les juridictions. La pratique des juridictions et les textes qu'elles ont laissés permettent aussi de connaître les conceptions du droit et de la justice chez les praticiens du droit : outre la référence au texte de loi ou à la coutume appliquée (parfois en concurrence avec une autre), les attendus sont parfois suivis de l'explication de la décision eu égard au cas particulier que chaque jugement représente. Il est encore possible de traiter ces sources selon une approche quantitative. On examinera par exemple la fréquence des contentieux, la nature des litiges ou la durée des procédures.
Les archives des juridictions permettent enfin de connaître les procédures utilisées et le fonctionnement des tribunaux. Outre de multiples thèses sur les juridictions, la recherche universitaire se penche sur l'étude des cours souveraines, notamment des parlements. Ainsi les chercheurs de l'Institut d'Histoire du Droit s’attellent à dépouiller les archives du parlement de Paris, ceux du Centre d'Histoire Judiciaire du parlement de Flandres. On peut ainsi étudier les modalités de financement des institutions judiciaires ou la part respective de l'écrit et de l'oral dans les procédures. Le statut, la nature et les moyens de la preuve sont un thème central dans l'histoire tant du droit civil que du droit pénal. Les documents relatant les procès (minutes des procès conservés au greffe, mémoires, etc.) constituent une source centrale pour leur étude.

### Les acteurs, les justiciables, les auxiliaires de la justice
Les archives des juridictions permettent d'approcher l'histoire du droit avec les outils de l'histoire sociale. Les études peuvent porter sur la formation ou l'origine sociale des juges et des auxiliaires de justice (avocats, notaires, huissiers de justice, arbitres, etc.) comme sur celles des justiciables. De nombreux historiens (Arlette Farge, Frédéric Chauvaud, Benoît Garnot), notamment en France, ont choisi les sources judiciaires pour mieux connaître des groupes sociaux dont elles sont les seules traces écrites. L'histoire de l'Inquisition fait aussi beaucoup appel à ces sources (Carlo Ginzburg, etc.).
Au sens strict, l'histoire du droit pourrait ne recouvrir que les deux premières approches mentionnées (Carbasse). Aujourd'hui encore, les décisions judiciaires du système common law anglo-saxon nourrissent le droit par le biais de la jurisprudence.
Les historiens (Carlo Ginzburg, Simona Cerutti) cherchent à se distancer d'une approche téléologique du droit qui restituerait une progression continue vers sa conception actuelle. Ils insistent alors sur le caractère réversible des évolutions constatées sur la longue durée, et sur l'aspect construit des choix entre des modes concurrents d'exercice de la justice. Dans cette perspective, la prise en compte de l'application effective du droit est un élément essentiel de l'histoire de celui-ci.

## Naissance des concepts

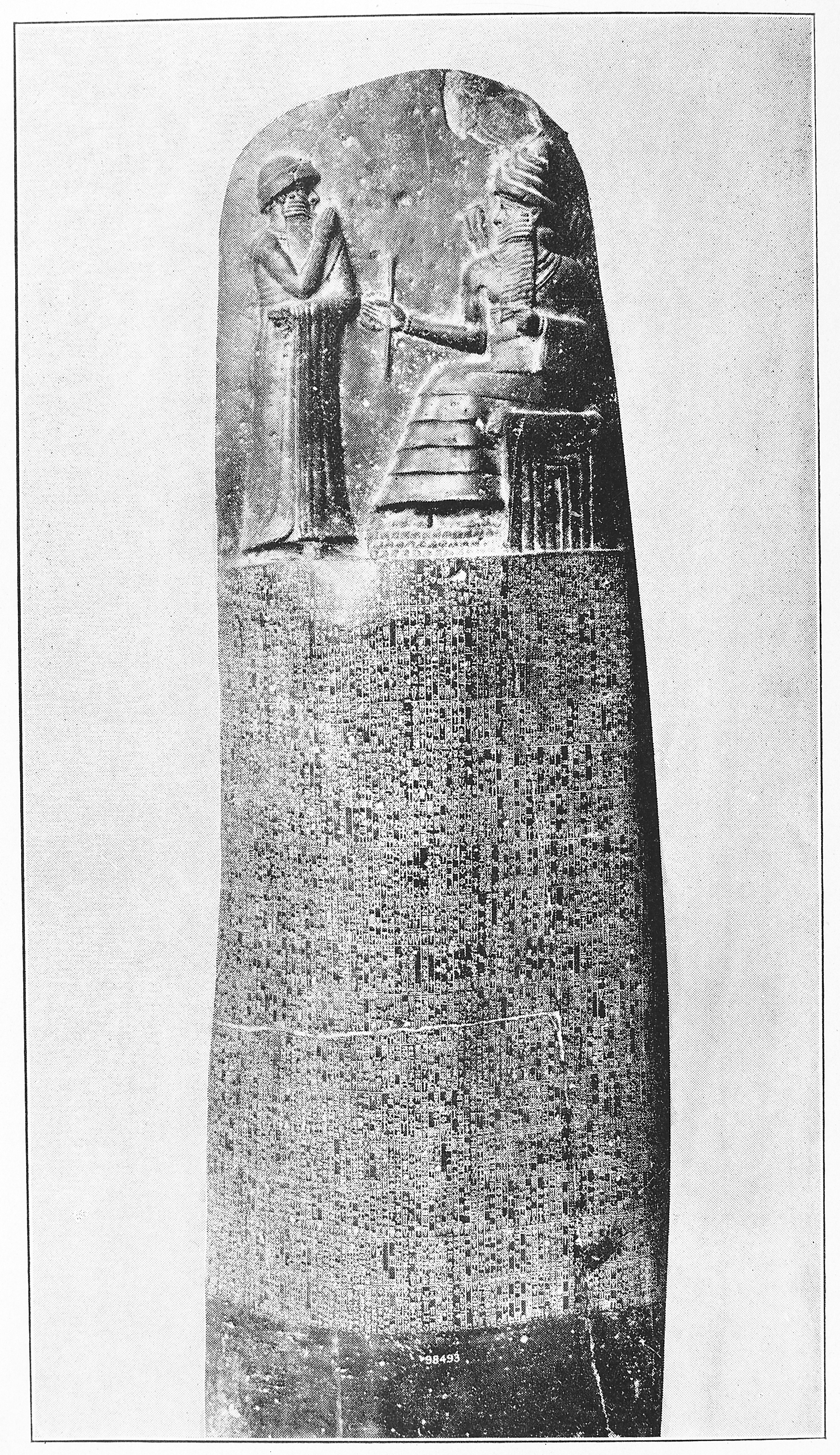
Le Code de Hammurabi.

### Naissance de la notion du droit
Le plus ancien texte de droit que l'on connaisse est le code d'Ur-Nammu rédigé vers 2 100 av. J.-C. mais il ne nous est parvenu que de manière parcellaire. Le Code de Hammurabi (1750 av. J.-C.) qui est considéré (à tort) comme le plus ancien texte de loi qui nous soit parvenu, est en réalité le premier texte juridique quasiment complet qui nous soit parvenu.
Le Code de Hammurabi est un système répondant aux préoccupations de la vie courante (mariage, vol, contrat, statut des esclaves...) avec une prédominance à la loi du talion en matière pénale. Il est d'inspiration divine mais pas religieux.
D'autres civilisations ont pu connaître un droit. Et pour cause: toute société secrète a ses propres règles de droit. L'Égypte antique connaissait une forme de règlement des conflits. La justice y était vue comme un moyen de retourner vers le calme, le chaos étant une anomalie qu'il faut supprimer.
En Chine, la situation est équivalente. Des règles existent mais le droit est considéré comme une anomalie. Les conflits devant être réglés par le calme et la collaboration plutôt que par la dispute.

### Création de la notion de justice par le droit
La civilisation romaine est la première à avoir constitué un système juridique (littéralement fondé sur le ius, les iura) qui nous soit parvenu. Le droit romain, peut donc être considéré comme le premier système juridique reconnu,.
Le droit romain définit clairement des termes et catégories juridiques (voir par exemple : ius civile, appliqué aux citoyens Romains, ius gentium, appliqué au genre humain, et ius naturale appliqué à tout ce qui est animé dans la nature). Là est le droit humain (ius), qui évolue aux côtés du droit divin (fas). La vie politique (publique, des citoyens poupulus est universi cives) est organisée par le droit (civil, littéralement des citoyens). Cependant, « Rome ne s'est pas construite en un jour » et il est difficile de dater précisément le début de la pensée juridique romaine.
Le ius Romain sera une source inépuisable grâce à laquelle les médiévistes créeront le droit.

## Droits non occidentaux
Les systèmes juridiques ou pré-juridiques non-occidentaux font débat, d'abord sur leur nature juridique ou non : à quel moment peut-on parler de textes juridiques ? Surtout, l'histoire des droits non occidentaux intéresse l'anthropologie juridique et pas l'histoire du droit français, académique. Faut-il que les règles de droit soient isolées des règles morales, éthiques ou religieuses ? Ou peut-on parler de droit divin, ou de droit religieux (à l'instar, peut-être, du droit canonique) ? Les textes de droit doivent-ils être appliqués pour qu'on puisse parler de système juridique ? De quelle façon ? Ces pays présentent-ils une organisation juridictionnelle ? Au-delà de ces diverses questions, les systèmes déontiques non-occidentaux se caractérisent par une large place faite d'une part à la religion (droit talmudique, droit hindou, droit musulman, etc.), d'autre part à la morale, à la coutume - qui n'est pas nécessairement comprise sous la forme d'un droit coutumier - et aux procédures de conciliation extra-judiciaires (Chine, Japon, Afrique sub-saharienne).
La Chine, elle-même puis le Japon influencé par la Chine ont développé un embryon de système juridique. En Chine, l'influence des « légalistes » est toutefois peu importante, comparée au confucianisme qui met plutôt l'accent sur l'acceptation de règles morales.
L'Inde connaît des textes qui formeront au XIXe siècle ce qu'on désignera sous le nom de « droit hindou », bien que l'exacte portée de ces textes est débattue. On s'interroge ainsi sur l'influence des « lois de Manu » (traduites en anglais, en 1795, par le juriste William Jones), qui pour certains chercheurs ressemblent davantage à un manuel juridique qu'à un texte législatif, et qui concerne davantage le dharma et donc les brahmanes que l'ensemble de la population. Ce texte a suscité un certain nombre de commentaires juridico-théologiques (le Yājñavalkya Smṛti (en), etc.). Le Bhâgavata Purâna présente aussi un certain nombre de règles d'allure juridique, mélangées aux règles religieuses et morales.

## La naissance des sources du droit
L'approche la plus objective de l'histoire du droit consiste à étudier les formes explicites de celui-ci. Il s'agit principalement d'établir et d'étudier les textes exprimant les normes juridiques : codes (tel le Code de Justinien), coutumes, recueils de lois (registres). Ces textes peuvent recouvrir des réalités matérielles très diverses selon la période considérée : les lois n'ont pas toujours eu l'organisation abstraite et la formulation générale qu'elles ont aujourd'hui. Les textes juridiques sont parfois des recueils de traditions orales (coutume de Beauvais). En outre, les lois peuvent être intégrées à des textes d'autres natures, religieuse par exemple ; ainsi les livres de l'Ancien Testament consacrés aux prescriptions juridiques (Nombres, Deutéronome) sont-ils mêlés à des récits mythiques sur les origines de l'homme et à des livres prophétiques.
À partir des textes, l'historien du droit peut chercher à décrire et analyser, lorsqu'elles existent, les institutions chargées d'appliquer les normes exprimées. Ces institutions sont alors envisagées selon leur fonctionnement théorique et non pas selon leur pratique effective.
Cette approche présente un intérêt évident pour la connaissance des sociétés anciennes. Il faut pourtant se garder de considérer les textes juridiques comme des normes strictement observées et connues de tous.

## Périodes du droit

### Droit durant la Préhistoire
Par définition, faute de sources écrites, le droit de la Préhistoire est inaccessible aux historiens du droit. Il relève de l'anthropologie juridique.

### Droit durant le Moyen Âge
La redécouverte du droit romain, à partir du XIIe siècle, fonde la formation rapide du jus commune, un fonds juridique commun à l'ensemble de l'Europe occidentale. Le courant doctrinal majeur du XVIe siècle en France est l'humanisme juridique.
La langue employée pour le droit est un élément très important. Le latin est resté pendant très longtemps la langue du droit. L'apparition de formes nationales de droit en Europe est liée à l'unification politique et culturelle de ces pays. Le français, par exemple, était encore très peu parlé avant la Renaissance, et même relativement peu encore à la veille de la Révolution. L'ordonnance de Villers-Cotterêts (1539) consacra cette langue comme langue du droit et de l'administration en France (voir langue officielle).
Les efforts de codification des lois s'accompagnent souvent de commentaires explicatifs ou pédagogiques. C'est ce que l'on appelle aujourd'hui la doctrine. Dans certaines circonstances, le commentaire des textes prend une importance considérable, au point de se substituer aux codes eux-mêmes pour la pratique du droit. Ainsi, l'ordonnance de 1673 sur le commerce de terre (France, Louis XIV), qui fonde le code du commerce, est-elle accompagnée d'un ouvrage qui l'explique, l'interprète, voire la complète (Jacques Savary, Le parfait négociant).
Vers la même époque, le développement des échanges maritimes et l'expansion économique des États du nord de l'Europe poussèrent à l'élaboration des premières formes de droit international, avec Hugo Grotius.

### Droit durant le Siècle des Lumières
Le siècle des Lumières vit une réflexion importante s'opérer sur le droit naturel et la notion de citoyenneté. Les premiers tâtonnements en Europe sur les questions de constitution apparurent avec Sieyès. Ce dernier avait en effet pour ambition, avec la constitution de l'an III (1795) de mettre en place une jurie constitutionnaire, ce qui fut le premier projet d'un contrôle étendu de la constitutionnalité des actes des organes de l'État.
Toujours en France, l'unification du droit français, déjà amorcée par Louis XIV avec l'édit de Saint-Germain-en-Laye (1679) se poursuivit avec le droit civil et le droit pénal (Code pénal de 1791 et Code des délits et des peines de 1795, inspirés des principes de Cesare Beccaria). Le fameux code Napoléon, en réalité entièrement préparé par Cambacérès, est l'illustration de l'effort de codification déjà entamé par Louis XIV. La spécificité du Code civil français a été sa procédure de validation.
Les pères de l'indépendance américaine fondèrent les États-Unis sur des questions de taxation, et développèrent un droit très sophistiqué sur les brevets et la propriété intellectuelle (Thomas Jefferson), qui reste une composante très forte de la culture économique aux États-Unis. C'est aux États-Unis que l'on trouve les réflexions les plus poussées sur le droit de la propriété intellectuelle et le droit des affaires, notamment en matière de secret des affaires. Une grande part des négociations actuelles à l'OMC repose sur ces enjeux.
C'est à cette époque que s'opère la séparation entre les deux principaux systèmes juridiques dans le monde :
- le droit romano-civiliste ;
- la Common law, dans le monde anglo-saxon.

L'Islam conserve un droit religieux, tandis que le droit coutumier n'existe plus que dans deux États.

### Droit à l'époque moderne
Dans un article de 1994, Lawrence Friedman considère qu'on peut identifier quelques caractères typiques des évolutions modernes du droit. Cependant, Peter Fitzpatrick critique dans un ouvrage le présupposé qu'il y aurait un « droit moderne », c'est-à-dire une forme d'organisation sociale substantiellement différente des systèmes plus anciens ou non-occidentaux. Pour Fitzpatrick, cette idée a des racines ethnocentriques et ne peut se comprendre que comme un récit mythique de fondation. Veronica Corcodel partage cette analyse et l'affine dans une monographie de 2019, où elle observe la place de l'altérité dans les discours des comparatistes sur le « droit moderne ».
Ce n'est que tardivement[réf. nécessaire] que s'opère une distinction claire entre doctrine et jurisprudence, de sorte que les ouvrages de commentaires sont des recueils de décisions jugées spécialement intéressantes et commentées à cet titre. Ces documents constituent une première manière d'approcher la pratique effective du droit.
L'apparition du droit positif au XXe siècle sous l'influence du positivisme de Comte, avec la théorie du normativisme de Hans Kelsen introduisant la notion de hiérarchie des normes, est aussi une étape dans l'évolution du droit qui jette un discrédit supplémentaire sur la jurisprudence.
Depuis la fin de la Seconde Guerre mondiale, la multiplication des lois, l'intrication en Europe entre le droit communautaire et les droits nationaux engendrent des problèmes de sécurité juridique (notion de sûreté en droit naturel), qui ont fait l'objet de deux rapports du Conseil d'État.
Le droit moderne, qui dans sa méthode favorise la systémisation, le formalisme et la déductibilité, semble bien aboutir à l'informatique.

### Droit actuel
Fondé sur les capacités d'information ultrarapides et largement répandues depuis la révolution numérique depuis la fin du XXe siècle et de cette obligation diplomatique d'informer
, le droit local actuel tient compte des autres droits locaux.

## Par région

### France
L'histoire du droit en France est l’étude de l'évolution de règles écrites et orales de la société française, et la connaissance de l'établissement de ses lois et de ses institutions. L'histoire du droit en France, en tant que corpus de connaissances de cette évolution mais également de sources juridiques, s'est constituée de manière progressive depuis l'Ancien Régime que des juristes se sont penchés sur l'origine du droit établi en France, notamment pour justifier la suprématie de la justice royale sur les justices particulières, d'origine féodale notamment. L'histoire du droit en France, en tant que discipline, étudie le mouvement progressif de transformation des règles juridiques française, de la jurisprudence qui l'accompagne et des institutions qui la génère et la font respecter.

### Allemagne
Hermann Conring (1601-1681) est considéré comme le fondateur de la science de l'histoire du droit allemand.

### Dans le monde occidental
- Jean Gaudemet, Les naissances du droit, Paris, Montchrestien, coll. « Domat Droit public », 4e éd., 2006, 389 p. (ISBN 9782707615190 et 2707615196)
- Soazick Kerneis (dir.), Une histoire juridique de l'Occident : le droit et la coutume (IIIe – IXe siècle), Paris, PUF, 2018.
- Aldo Schiavone (trad. de l'italien par Geneviève et Jean Bouffartigue, préf. Aldo Schiavone), Ius : L'invention du droit en Occident [« Ius. L'invenzione del diritto in Occidente »], Paris, Belin, coll. « L'Antiquité au présent », 2008, 539 p. (ISBN 978-2-7011-4419-1)
- Collectif, Histoire de l’histoire du droit, Presses de l’Université Toulouse Capitole, 4 janvier 2021 (ISBN 978-2-37928-093-1, lire en ligne)
- Jean-Louis Halpérin, "L'histoire du droit constituée en discipline : consécration ou repli identitaire ?", Revue d'histoire des sciences humaines, 2001, n°4, p. 9-32 (https://doi.org/10.3917/rhsh.004.0009)
- Jean-Louis Halpérin, Histoire des droits en Europe de 1750 à nos jours, Paris, Flammarion, 2005  (ISBN 9782080801227)
- Jean-Louis Halpérin, Une histoire des droits dans le monde, Paris, CNRS, 2023  (ISBN 9782271146977)
- Oscar Ferreira, Histoire contemporaine des sources du droit, Paris, Ellipses, 2023, 2e éd.  (ISBN 9782340080126)
- David Pinczon, En quête d'une Histoire de l'Histoire du droit : l'érudition médiévale au service du pouvoir (1748-1799), thèse, Université de Bourgogne, dir. Alexandre Jeannin, 2023 (En quête d'une Histoire de l'Histoire du droit : l'érudition médiévale au service du pouvoir (1748-1799) | Theses.fr)

### Dans le monde oriental
- Frédéric Constant, Le droit mongol dans l’État sino-mandchou (1644-1911): Entre autonomie et assimilation, Paris, IHE, 2019
- Jean-Louis Halpérin, Portraits du droit indien, Paris, Dalloz, 2012  (ISBN 9782247116119)